# 学校法人君が淵学園
学校法人君が淵学園（がっこうほうじんきみがふちがくえん）とは、熊本県に本部を置く学校法人。

## 沿革
- 1949年3月 - 君が淵電波塾設立。
- 1949年4月 - 君が淵電波学院と改称。
- 1952年6月 - 君が淵電波専門学校として認可。
- 1960年6月 - 学校法人「君が淵学園」として認可。
- 1961年4月 - 君が淵電波工業高等学校を開校する。
- 1965年4月 - 熊本工業短期大学の開学により、君が淵工業高等学校と改称。
- 1967年4月 - 熊本工業大学の開学により、熊本工業大学高等学校と改称。
- 1979年4月 - 熊本工業大学高等学校を学校法人文徳学園に分離。
- 2000年4月 - 熊本工業大学を崇城大学と改称。

## 設置校
- 崇城大学

## 廃止校
- 熊本工業短期大学